# جفری ادجت
جفری ادجت (انگلیسی: Geoffrey Adjet؛ زادهٔ ۱۵ آوریل ۱۹۸۸) بازیکن فوتبال اهل فرانسه است که در پست هافبک و مدافع بازی می‌کرد.
از باشگاه‌هایی که در آن بازی کرده‌است می‌توان به باشگاه فوتبال نانسی و باشگاه فوتبال تولوز اشاره کرد.